# Коко (горила)
Вижте пояснителната страница за други значения на Коко.
Коко е известна женска горила в САЩ.
Вследствие от изследователски програми в Станфордския университет по мнението на работещата с нея Франсин Патерсън знае около 1000 знака от американския език на немите и е способна звуково да възприеме около 2000 английски думи. Интелектът ѝ се оценява с коефициента на умствено развитие между 75 и 95.
Коко е родена в зоологическата градина в Сан Франциско на 4 юли 1971 г. Тя умее да изразява своите чувства и настроения и да иска определени неща. Така например тя е способна да опише степента на болката и да помоли за доктор. На рождения си ден през 1983 г. сигнализира, че иска коте. Когато ѝ подаряват плюшено коте, тя не крие недоволството си. На следващата година на рождения ѝ ден ѝ позволяват да си избере малко коте и тя избира малко мъжко коте, като се грижи за него като за бебе горила.
Коко има понятие за минало, настояще и бъдеще. Критиките са насочени предимно към това, че статии за горилата се появяват предимно в средствата за масова информация, докато научни публикации почти липсват.
Умира в съня си на 19 юни 2018 г.